# 866年
| 千纪： | 1千纪                                                                                           |
| 世纪： | 8世纪 \| 9世纪 \| 10世纪                                                                        |
| 年代： | 830年代 \| 840年代 \| 850年代 \| 860年代 \| 870年代 \| 880年代 \| 890年代                       |
| 年份： | 861年 \| 862年 \| 863年 \| 864年 \| 865年 \| 866年 \| 867年 \| 868年 \| 869年 \| 870年 \| 871年 |
| 纪年： | 丙戌年（狗年）；唐咸通七年；南詔建極七年；日本貞觀八年                                          |

## 大事记
- 日本應天門之變。
- 成德節度使王紹懿卒，侄王景崇繼任節度使。
- 魏博節度使何弘敬卒，子何全皞繼任節度使。
- 安南都護高駢擊南詔，克交趾城。唐朝改安南都護府為靜海軍，任高駢為節度使。
- 回鶻首領仆固俊入侵吐蕃，奪取西州、北庭等地，建立了高昌回鶻。
- 论恐热被仇人陷害，为尚婢婢的部将拓跋怀光俘虏，酷刑处死，首级被送往唐朝的都城长安示众。
- 阿拉伯帝國哈里發穆斯塔因一世逃往巴格達，被害。
- 4月21日——馬其頓人巴西爾在進攻佔據克里特島的阿拉伯人佔據）前的閱兵儀式上，刺殺了拜占庭帝國攝政巴爾達斯，巴西爾於是取代巴爾達斯成了帝國宮廷中最有權勢的人物，並於當年5月26日被宣佈為共治皇帝。

## 出生
- 卡洛曼二世 (西法兰克)，西法兰克国王
- 紀貫之，日本平安時代的歌人。
- 姚顗，五代十国时期大臣
- 郑云叟，唐末五代诗人
- 利奥六世 (拜占庭)，拜占庭帝国皇帝

## 逝世
- 郎宁公主，唐文宗皇女
- 普康公主 (唐懿宗)，唐懿宗皇女
- 李汶 (康王)，唐宣宗之子
- 惠安皇后王氏，唐懿宗的贵妃。
- 王紹懿，唐朝成德節度使
- 论恐热，吐蕃大臣
- 奧多尼奧一世 (阿斯圖里亞斯)
- 强者罗贝尔，纽斯特里亚国王
- 穆斯塔因一世，阿拉伯帝國哈里發
- 4月21日——巴爾達斯，拜占庭帝国贵族和高级大臣，狄奥多拉皇帝的兄弟，842-867年擔任其侄子米海爾三世（842-867在位）的攝政。